# As aventuras de Hutch a abelha
As Aventuras de Hutch, a Abelha (Kon 物語 み な チ チ チ Kon, Konchū Monogatari: Minashigo Hatchi, lit. Um Conto de Inseto: Hutch, o Órfão) é uma série de anime produzida pela Tatsunoko Productions. A série apresenta as aventuras de uma jovem abelha chamada Hutch: o filho de uma abelha rainha, Hutch é separado de sua mãe quando sua colméia nativa é destruída por um ataque de vespas. A série segue Hutch enquanto ele procura por sua mãe desaparecida, no meio de uma natureza freqüentemente hostil. 
O show original (1971) é notável por seus roteiros freqüentemente tristes e cruéis. Em muitos episódios, Hutch seria amigo de outro inseto, apenas para ver seu novo amigo morrer de forma violenta e dolorosa. Em um, ele fez amizade com uma abelha fêmea que perdeu seus irmãos e irmãs para um exército de vespas. O remake de 1989, no entanto, contou com episódios completamente novos e uma história muito mais leve. Em 31 de julho, um filme de 2010 que foi um remake do show foi lançado no Japão intitulado Hutch the Honeybee. 

## No Brasil
Inicialmente, A Abelhinha Hutch foi exibida por aqui em 1998 pela Fox Kids às 6 da manhã de domingo junto com outras produções também “ocidentalizadas” pela Saban como o clássico Pinocchio, Samurai Pizza Cats e Willow Town. Por causa do horário, muita gente nem tomou conhecimento de tal exibição. No mesmo ano, a Globo também o exibiu dentro do programa Angel Mix com o título de A Abelhinha Guerreira, dando ilusão de que se tratava de uma série de ação, quando ocorre o contrário, já que o foco do anime é a relação entre os personagens. A dublagem ficou a cargo da Herbert Richers.